# نادر خلیلی
نادر خلیلی (به انگلیسی: Nader Khalili) ‏ (۲۲ فوریه ۱۹۳۶–۵ مارس ۲۰۰۸ برابر با ۲ اسفند ۱۳۱۴–۱۵ اسفند ۱۳۸۶) معمار ایرانی مقیم آمریکا بود که پژوهش‌های متعددی در زمینه معماری خشتی و خانه‌های ارزان‌قیمت انجام داد.

## زندگی شخصی
خلیلی در خانواده‌ای با نُه فرزند در ایران به دنیا آمد. حاصل ازدواج او دو فرزند به نام‌های دستان و شیفته است که هم‌اکنون در مؤسسه‌‌ی CalEarth که او بنیان گذاشت در حال فعالیت هستند.

## زندگی حرفه‌ای
خلیلی در سال ۱۹۹۱ مؤسسه هنر و معماری خاک کالیفرنیا (Cal- Earth) را برای آموزش روشهای معماری خود پایه‌گذاری کرد. وی فارغ‌التحصیل دانشگاه تکنیک استانبول و مدرس مدرسه معماری کالیفرنیای جنوبی با درجه استادی بود. روش معماری پناه گاهی وی با عنوان ابرخشت در زمان دولت  خاتمی به عنوان روشی نو در مرکز تحقیقات ساختمان و مسکن به عنوان روشی ابداعی مورد پذیرش قرار نگرفت.

## ابرخشت
ابرخشت روشی از ساخت با کیسه های پر شده از خاک است، که توسط معمار ایرانی نادر خلیلی ابداع شده است.در این تکنیک ازکیسه های پلاستیکی استفاده می‌کنند تا ساختار فشرده‌ ای را شکل دهند.این فشردگی به وسیله ی کوبش لایه های کیسه پر شده از خاک بر روی هم به‌دست می آید. 

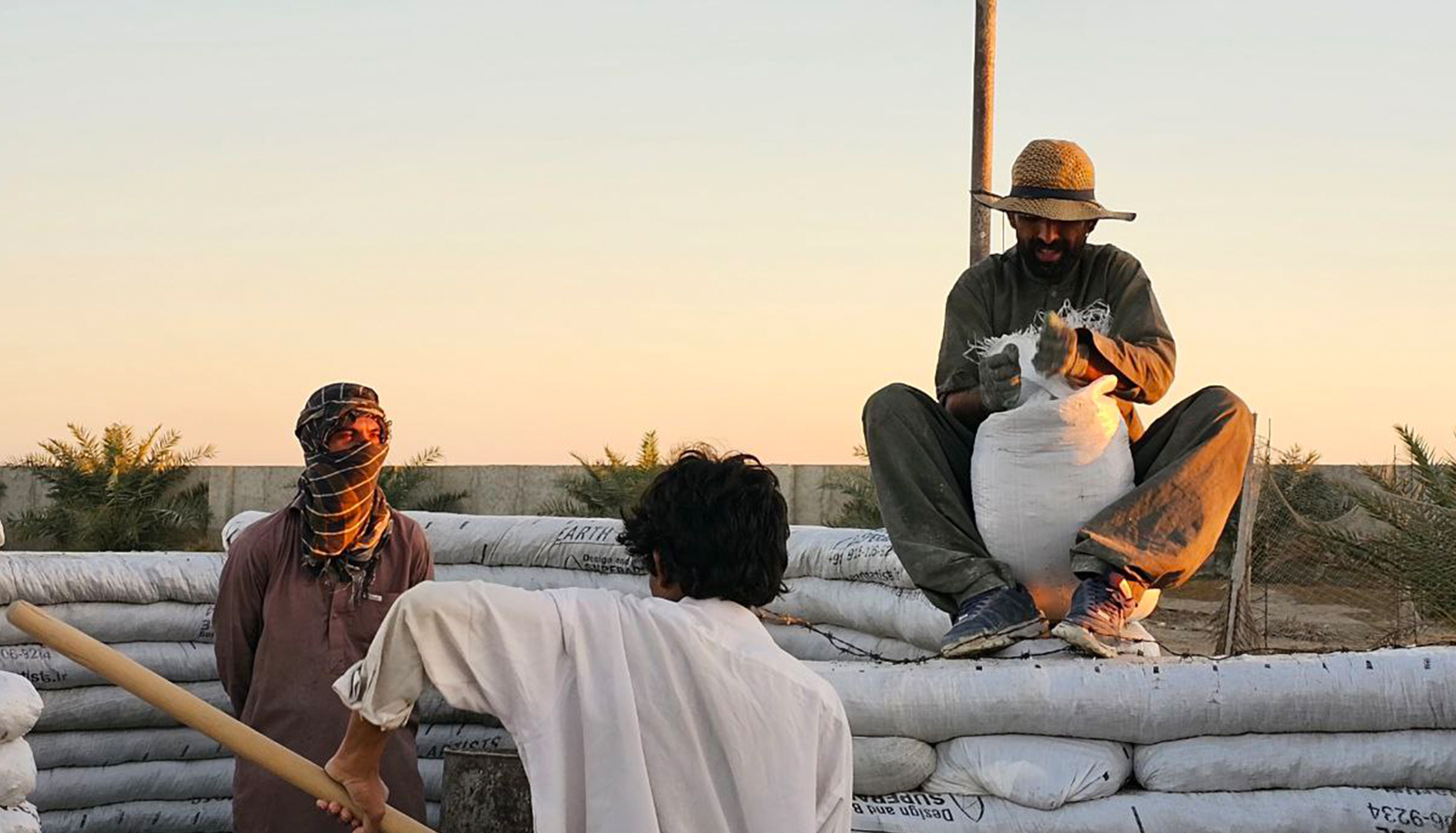

## کتاب‌ها
خلیلی شش کتاب به زبان انگلیسی در آمریکا منتشر کرده‌است. یک کتاب او به نام تنها دویدن به زبان فارسی در ایران منتشر شده‌است و در مورد بازدیدهای خود از مناطق کویری تألیف نموده‌است. فهرست کامل کتاب‌های او از این قرار است:
- تنها دویدن (به انگلیسی: Racing Alone)
- خانه‌های سفالی و معماری خاکی: چگونه خانهٔ خودتان را بسازید (به انگلیسی: Ceramic Houses and Earth Architecture: How to Build Your Own)
- پیاده‌روی روی ماه (به انگلیسی: Sidewalks on the Moon)
- رومی، فوارهٔ آتش (به انگلیسی: Rumi, Fountain of Fire)
- رومی، رقص شعله (به انگلیسی: Rumi, Dancing the Flame)[۱][۲]

## جایزه‌ها
در سال ۱۹۸۴ انجمن معماران آمریکا در ایالت کالیفرنیا جایزه «تبحر در فناوری» را به خاطر ابداع خانه‌های سرامیکی به او اهدا کرد. وی همچنین جایزه معتبر معماری آقا خان را در سال ۲۰۰۴ دریافت نمود. همچنین از سازمان ملل متحد تقدیر نامه‌ای دریافت کرد.

## مرگ
نادر خلیلی سه شنبه ۱۵ اسفند ۱۳۸۶ برابر با ۵ مارس ۲۰۰۸ درگذشت.